# 1901 год в истории железнодорожного транспорта
1901 год в истории железнодорожного транспорта

## События
В 1901 году все железнодорожные вокзалы Москвы предполагалось объединить в Центральный вокзал. Проект так и не был осуществлён.
- 11 (24) сентября 1901 года — Открыто правильное движение на участке Туккум — Виндава (Тукумс — Вентспилс), Московско-Виндавской железной дороги.
- 17 сентября — Atchison, Topeka and Santa Fe Railway приобрела компанию Santa Fe and Grand Canyon Railway и сменила название на Grand Canyon Railway (en). Компания начинает осуществлять пассажирские перевозки в своих пассажирских вагонах.
- 3 ноября — произошла смычка рельсов на всём протяжении Великого Сибирского Пути.
- Образована Американская локомотивная компания.
- В России построены сортировочные горки на станциях Кочетовка, Лосиноостровская, Люблино, Ховрино.[1]
- В России построена первая ветка Балахнинско-Шуйской сети узкоколейных железных дорог.
- На территории Нигерии построена первая железная дорога.[1]
- На территории Ганы началось железнодорожное строительство.[1]
- В Кении построена первая железная дорога.[1]
- Основан Великолукский локомотиворемонтный завод.
- Основаны «Перовские вагонные мастерские» (позднее — Московский локомотиворемонтный завод).

## Новый подвижной состав
- В России на Путиловском заводе начат выпуск первых паровозов разновидности Ов — легендарной «овечки».
- В России на Брянском, Харьковском заводах начался выпуск паровозов серий Г и Ш.